# Asteropsis
Asteropsis es un género monotípico de plantas herbáceas, perteneciente a la familia Asteraceae. Su única especie: Asteropsis macrocephala,  se encuentra en Sudamérica

## Distribucuón
Se distribuye por Uruguay y Brasil, donde se encuentra en la Mata Atlántica y la Pampa en Rio Grande do Sul.

## Taxonomía
Asteropsis macrocephala fue descrita por Christian Friedrich Lessing y publicado en Synopsis Generum Compositarum 188. 1832.
Sinonimia
- Neja macrocephala DC.
- Podocoma macrocephala (Less.) Herter
- Podopappus tomentosus Hook. & Arn.[3]